# UE Santa Coloma
UE Santa Coloma is een Andorrese voetbalclub uit het dorp Santa Coloma.
De club werd in 1995 opgericht als tweede team (B-team) van FC Santa Coloma en speelde tot en met het seizoen 2007/08 in de Lliga de Segona Divisió. Nadat het team dat seizoen kampioen werd en als B-team niet kon promoveren werd het team in een eigen club ondergebracht en mocht het zodoende alsnog promoveren naar de Primera Divisió. Inmiddels speelt het B-team van UE Santa Coloma ook in de Lliga de Segona Divisió.
Bij de tiende deelname aan een Europees seizoen boekte Santa Coloma in het seizoen 2024/25 voor het eerst een resultaat door de return tegen KF Ballkani, na strafschoppen, te winnen.

## Eindklasseringen vanaf 2008
| 1 |

| 5 |

| 2 |

| 4 |

| 3 |

| 3 |

| 3 |

| 3 |

| 4 |

| 3 |

| 5 |

| 6 |

| 5 |

| 6 |

| 2 |

| 4 |

| 1 |

| 4 |

| Primera Divisió | Segona Divisió |

## In Europa
#Q = #kwalificatieronde, T/U = Thuis/Uit, W = Wedstrijd, PUC = punten UEFA coëfficiënten .
Uitslagen vanuit gezichtspunt UE Santa Coloma
| Seizoen | Competitie        | Ronde | Land                           | Club                 | Totaalscore  | 1e W    | 2e W       | PUC |
| ------- | ----------------- | ----- | ------------------------------ | -------------------- | ------------ | ------- | ---------- | --- |
| 2010/11 | Europa League     | 1Q    | Vlag van Montenegro            | FK Mogren Budva      | 0-5          | 0-3 (T) | 0-2 (U)    | 0.0 |
| 2011/12 | Europa League     | 1Q    | Vlag van Hongarije             | Paksi SE             | 0-5          | 0-1 (T) | 0-4 (U)    | 0.0 |
| 2012/13 | Europa League     | 1Q    | Vlag van Nederland             | FC Twente            | 0-9          | 0-6 (U) | 0-3 (T)    | 0.0 |
| 2013/14 | Europa League     | 1Q    | Vlag van Bosnië en Herzegovina | HŠK Zrinjski Mostar  | 1-4          | 1-3 (T) | 0-1 (U)    | 0.0 |
| 2014/15 | Europa League     | 1Q    | Vlag van Noord-Macedonië       | FK Metaloerg Skopje  | 0-5          | 0-3 (T) | 0-2 (U)    | 0.0 |
| 2016/17 | Europa League     | 1Q    | Vlag van Kroatië               | NK Lokomotiva Zagreb | 2-7          | 1-3 (T) | 1-4 (U)    | 0.0 |
| 2017/18 | Europa League     | 1Q    | Vlag van Kroatië               | NK Osijek            | 0-6          | 0-2 (T) | 0-4 (U)    | 0.0 |
| 2022/23 | Conference League | 1Q    | Vlag van IJsland               | Breiðablik Kópavogur | 1-5          | 0-1 (T) | 1-4 (U)    | 0.0 |
| 2024/25 | Champions League  | 1Q    | Vlag van Kosovo                | KF Ballkani          | 3-3 (6-5 ns) | 1-2 (T) | 2-1 nv (U) | 1.5 |
|         |                   | 2Q    | Vlag van Denemarken            | FC Midtjylland       | 0-4          | 0-3 (T) | 0-1 (U)    | 1.5 |
| 2024/25 | Europa League     | 3Q    | Vlag van Letland               | FK RFS               | 0-9          | 0-2 (T) | 0-7 (U)    | 1.5 |
| 2024/25 | Conference League | PO    | Vlag van IJsland               | Víkingur Reykjavík   | 0-5          | 0-5 (U) | 0-0 (T)    | 1.5 |

Totaal aantal punten voor UEFA coëfficiënten: 1.5
Zie ook
- Deelnemers UEFA-toernooien Andorra
- Ranglijst van alle clubs die in de diverse Europa Cups zijn uitgekomen